# Meridiano 17 oeste
El meridiano 17 oeste de Greenwich es una línea de longitud que se extiende desde el Polo Norte atravesando el Océano Ártico, Groenlandia, Islandia, el Océano Atlántico, África, el Océano Ártico, y la Antártida hasta llegar al Polo Sur.
Este meridiano forma un gran círculo junto con el meridiano 163 este.
Comenzando por el Polo Norte y dirigiéndose hacia el Polo Sur, este meridiano atraviesa:
| Co-ordinates                      | Country, territory or sea | Notes                                                             |
| --------------------------------- | ------------------------- | ----------------------------------------------------------------- |
| 90°0′N 17°0′O / 90.000, -17.000   | Océano Ártico             |                                                                   |
| 81°28′N 17°0′O / 81.467, -17.000  | Groenlandia               |                                                                   |
| 80°10′N 17°0′O / 80.167, -17.000  | Océano Atlántico          | Mar de Groenlandia - pasando al este de Isla Shannon, Groenlandia |
| 66°12′N 17°0′O / 66.200, -17.000  | Islandia                  |                                                                   |
| 63°47′N 17°0′O / 63.783, -17.000  | Océano Atlántico          |                                                                   |
| 32°49′N 17°0′O / 32.817, -17.000  | Portugal                  | Isla de Madeira                                                   |
| 32°39′N 17°0′O / 32.650, -17.000  | Océano Atlántico          | Pasando entre las islas de La Gomera y Tenerife, España           |
| 21°28′N 17°0′O / 21.467, -17.000  | Sahara Occidental         | Cabo Blanco - reclamado por Marruecos                             |
| 21°7′N 17°0′O / 21.117, -17.000   | Mauritania                | Cabo Blanco                                                       |
| 21°3′N 17°0′O / 21.050, -17.000   | Océano Atlántico          |                                                                   |
| 15°4′N 17°0′O / 15.067, -17.000   | Senegal                   |                                                                   |
| 14°25′N 17°0′O / 14.417, -17.000  | Océano Atlántico          |                                                                   |
| 60°0′S 17°0′O / -60.000, -17.000  | Océano Ártico             |                                                                   |
| 72°33′S 17°0′O / -72.550, -17.000 | Antártida                 | Tierra de la Reina Maud, reclamada por Noruega                    |